# Биология человека
В понятие биоло́гия челове́ка некоторые учёные включают почти всё содержание антропологии, обогащённое методами и фактами смежных биологических дисциплин.
Правильнее подразумевать под этим термином лишь очень важный раздел антропологии, изучающий физиологические, биохимические и генетические факторы, влияющие на вариации строения и развития человеческого организма. В частности, сюда должны входить исследования гемоглобинов крови, групп крови, явлений близнецовости, связей конституции человека с его физиологическими и химическими особенностями и с его наклонностями к тем или иным заболеваниям; сюда же должны войти изучение наследования нормальных признаков и популяционная генетика, охватывающая разнообразные вопросы (например, устойчивость типа во времени, роль метисации и изоляции в пределах однородных по расовому составу групп). Не менее важно изучение влияния на морфологию человека питания, климата, состава почвы и воды, его способностей к адаптации в разных условиях.
Биология человека служит теоретической основой для биологической медицины.